# Hannahs Mill
Hannahs Mill è un census-designated place (CDP) degli Stati Uniti d'America, situato nello stato della Georgia, nella contea di Upson.